# Dusičnan železitý
Dusičnan železitý (dříve též nitrát železitý) je hygroskopická chemická látka se vzorcem Fe(NO3)3.V bezvodém stavu se jedná o světle fialovou krystalickou látku (na vzduchu tmavnoucí, až se stane hnědooranžovou), při krystalizaci z vodných roztoků vytváří hexahydrát a nonahydrát, které jsou oranžové.

## Výroba
Tuto látku nelze vyrábět reakcí koncentrované kyseliny dusičné s kovovým železem, dochází totiž k pasivaci. Je-li použita zředěná kyselina dusičná, reakce proběhne, dle rovnice:

2Fe + 8HNO3 → 2 Fe(NO3)3 + 2 NO + 4 H2O

Je-li použita velice zředěná kyselina dusičná, vzniká jako vedlejší produkt dusičnan amonný.

Tuto látku lze vyrábět s vyšší účinností (nižší spotřebou kyseliny dusičné) reakcí uhličitanu železitého s kyselinou dusičnou:

Fe2(CO3)3 + 6HNO3 → 2Fe(NO3)3 + 3H2O + 3CO2

## Reakce
Při zahřívání se tato látka rozpadá na oxid železitý a oxid dusičitý:

2Fe(NO3)3 —t→ Fe2O3 + 3NO2

Kvůli této reakci a díky vzniklému oxidu dusičitému je tato látka dobrým oxidačním činidlem.

## Využití
Dusičnan železitý je látka, která se používá jako katalyzátor při výrobě amidu sodného reakcí amoniaku a kovového sodíku:

2NH3 + 2Na —Fe(NO3)3→ 2NaNH2 + H2

Dále se tato látka využívá při organických syntézách.